# Haliotis fatui
Haliotis fatui é uma espécie de molusco gastrópode marinho pertencente à família Haliotidae. Foi classificada por Geiger, em 1999. É nativa do Indo-Pacífico.

## Descrição da concha
Haliotis fatui apresenta concha oval e funda, com lábio externo irregular e adaptável à superfície de contato da concha com o substrato onde se adere. Chegam até 7 centímetros e são de coloração creme, marrom ou esverdeada. Os furos abertos na concha, geralmente em número de 7, são circulares e pouco elevados. Região interna madreperolada, iridescente, apresentando o relevo da face externa visível.

## Distribuição geográfica
Esta espécie ocorre em águas rasas da zona nerítica, no oeste do oceano Pacífico, na costa das Filipinas, em Tonga, Vanuatu, ilhas Salomão (na Melanésia) e ilhas Marianas.